# Ben Sheppard
Ben Sheppard (Lewisville, Texas; 16 de julio de 2001) es un baloncestista estadounidense que pertenece a la plantilla de los Indiana Pacers de la NBA. Con 1,98 metros de estatura, juega en la posición de escolta.

## Trayectoria deportiva

### Universidad
Jugó cuatro temporadas con los Bruins de la Universidad Belmont, en las que promedió 12,2 puntos, 3,9 rebotes, 1,8 asistencias y 1,0 robos de balón por partido. En su temporada junior fue incluido en el mejor quinteto de la Ohio Valley Conference, tras promediar 16,2 puntos por partido.
La temporada siguiente su universidad se mudó a la Missouri Valley Conference, y allí fue nuevamente incluido en el mejor quinteto de la conferencia y en el mejor quinteto defensivo, después de promediar 18,8 puntos por encuentro.

#### Estadísticas
| Año     | Equipo  | PJ  | PT | MPP  | %TC  | %3P  | %TL  | RPP | APP | ROB | TPP | PPP  |
| ------- | ------- | --- | -- | ---- | ---- | ---- | ---- | --- | --- | --- | --- | ---- |
| 2019–20 | Belmont | 32  | 0  | 10.8 | .386 | .279 | .667 | 2.2 | .6  | .4  | .1  | 2.9  |
| 2020–21 | Belmont | 27  | 26 | 27.7 | .473 | .328 | .689 | 4.4 | 2.2 | 1.0 | .1  | 10.5 |
| 2021–22 | Belmont | 33  | 33 | 31.4 | .496 | .371 | .719 | 3.9 | 1.6 | 1.2 | .2  | 16.2 |
| 2022–23 | Belmont | 32  | 32 | 34.4 | .475 | .415 | .684 | 5.2 | 2.9 | 1.4 | .2  | 18.8 |
| Total   | Total   | 124 | 91 | 26.0 | .475 | .370 | .696 | 3.9 | 1.8 | 1.0 | .1  | 12.2 |

### Profesional
Fue elegido en la vigesimosexta posición del Draft de la NBA de 2023 por los Indiana Pacers. El 1 de julio de 2023 firmó su contrato de novato con los Pacers junto con la octava selección del draft, Jarace Walker.

## Estadísticas de su carrera en la NBA

### Temporada regular
| Año     | Equipo  | PJ  | PT | MPP  | %TC  | %3P  | %TL  | RPP | APP | ROB | TPP | PPP |
| ------- | ------- | --- | -- | ---- | ---- | ---- | ---- | --- | --- | --- | --- | --- |
| 2023-24 | Indiana | 57  | 1  | 14.3 | .393 | .314 | .885 | 1.6 | .9  | .6  | .0  | 4.4 |
| 2024-25 | Indiana | 63  | 9  | 19.5 | .418 | .342 | .889 | 2.8 | 1.3 | .6  | .2  | 5.3 |
| Total   | Total   | 120 | 10 | 17.0 | .407 | .330 | .887 | 2.2 | 1.2 | .6  | .1  | 4.9 |

### Playoffs
| Año   | Equipo  | PJ | PT | MPP  | %TC  | %3P  | %TL   | RPP | APP | ROB | TPP | PPP |
| ----- | ------- | -- | -- | ---- | ---- | ---- | ----- | --- | --- | --- | --- | --- |
| 2024  | Indiana | 17 | 2  | 19.7 | .437 | .380 | .778  | 3.0 | 1.0 | .5  | .1  | 5.2 |
| 2025  | Indiana | 21 | 0  | 14.0 | .471 | .395 | 1.000 | 1.9 | .4  | .4  | .0  | 3.2 |
| Total | Total   | 38 | 2  | 16.5 | .451 | .386 | .846  | 2.4 | .7  | .4  | .1  | 4.1 |